# 0516490872
0516490872 è il primo ed unico EP in vinile autoprodotto degli AK47, pubblicato nel 1993.

## Il disco
Il disco inizia con Radio Manisco con l'intervento di Lucio Manisco, giornalista RAI inviato negli Stati Uniti. Segue il brano che da titolo all'EP, 0516490872, il cui titolo ricorda il numero di matricola di Silvia Baraldini, cittadina italiana condannata per terrorismo e detenuta negli Stati Uniti che è stato ispirato anche dal racconto Gli invisibili di Nanni Balestrini, e poi il terzo brano Fuochi tra le sbarre.
Sul lato B sono presenti questi due ultimi brani i versione strumentale ed un terzo, Vip (Vi pagano i padroni).
Il brano all'epoca dell'uscita fu molto popolare nei centri sociali  e il videoclip estratto veniva spesso trasmesso in televisione.

## Tracce
Lato A
1. Radio Manisco – 1:02
2. 0516490872 – 5:34
3. Fuochi tra le sbarre – 4:49

Lato B
1. 0516490872 (versione strumentale) – 5:34
2. Fuochi tra le sbarre (versione strumentale) – 4:49
3. Vip (Vi pagano i padroni) – 3:35